# Gisela Trowe
Pour les articles homonymes, voir Trowe.
Gisela Trowe, née le 5 septembre 1922 à Dortmund (Allemagne) et morte le 5 avril 2010 à Hambourg (Allemagne), est une actrice allemande.

## Biographie
Gisela Trowe est fille d'un marchand de Dortmund. Après avoir fréquenté le lycée municipal Goethe, elle suit des cours privés de chant et de théâtre pendant la Seconde Guerre mondiale, d'abord avec Hanns Bogenhardt à Dortmund, puis avec Saladin Schmitt à Bochum et Paul Günther à Berlin.
Elle fait ses débuts au théâtre en 1942 au Reußischen Theater de Gera ans le rôle de la femme de chambre Franziska dans Minna von Barnhelm de Lessing. Elle y  apparait également dans la comédie Der Meister de Hermann Bahr. À partir de 1946, Trowe joue principalement dans les théâtres de Berlin, notamment, elle a des engagements au Hebbel Theatre, au Komödie Berlin, au Schlosspark Theater, au Tribüne, au Renaissance Theater, au Theater am Kurfürstendamm et au Deutsches Theater. En novembre 1949, elle interprète Eva dans Maître Puntila et son valet Matti de Bertolt Brecht lors de la représentation d'ouverture du tout nouveau Berlin Ensemble au Deutsches Theater.
Par après, elle joue au Theater in der Josefstadt à Vienne, au Münchner Kammerspiele et au Théâtre Thalia de Hambourg et travaille avec des metteurs en scène tels que Gustaf Gründgens et Giorgio Strehler.
Ses rôles sur scène comprennent le rôle-titre dans Antigone de Jean Anouilh, Madeleine dans la pièce Les Parents terribles de Jean Cocteau, la princesse dans la pièce de conte de fées Der Schatten d'Evgueni Schwarz, Glafira dans la comédie Wölfe und Schafe d'Alexandre Nikolaïevitch Ostrovski, Raina dans  Helden, Janine dans le drame Der Gärtner von Toulouse de Georg Kaiser et le rôle-titre dans Ninotchka de Melchior Lengyel.
Entre 1948 et 1957, Trowe joue plusieurs rôles principaux dans divers films DEFA. Dans Straßenbekanntschaft (1948), réalisé par Peter Pewas, elle incarne la jeune fille Erika, qui après de terribles expériences de guerre plonge inexorablement dans le vortex de la vie. En 1948, elle tourne le drame d’après-guerre DEFA L’Affaire Blum sous la direction d'Erich Engel, avec qui elle travailla plus tard également pour Maître Puntila et son valet Matti au Berliner Ensemble. Elle y joue l'épouse du meurtrier Karlheinz Gabler, qui occupe un rôle décisif dans la clarification de l'affaire. En 1956, elle est la patriote française Gervaise dans le film politique antifasciste Damals in Paris. Elle joue un médecin dans le film de guerre Wo du hingehst (1957) réalisé par Martin Hellberg.
Gisela Trowe a vécu dans une villa du quartier Harvestehude de Hambourg jusqu'à sa mort. De 1944 à 1964, elle a été mariée au réalisateur Thomas Engel. Elle a eu deux filles, Angelika (1944-2013) et Barbara (mariée à Pier), née en 1945, qui vit et travaille comme peintre à Hambourg.

## Filmographie partielle

### Au cinéma
- 1948 : Straßenbekanntschaft de Peter Pewas
- 1948 : L'Affaire Blum d'Erich Engel
- 1951 : L'Homme perdu de Peter Lorre
- 1952 : Valse dans la nuit d'Erich Engel
- 1953 : Ne craignez pas les grosses bêtes d'Ulrich Erfurth
- 1956 : Damals in Paris
- 1957 : Au revoir Franziska
- 1957 : Wo du hingehst
- 1963 : Le Grand Jeu de l'amour
- 1969 : Argila
- 1973 : ...aber Jonny!
- 2009 : Liebe Mauer

### À la télévision
- 1981-1985 : Dans la tourmente (série télévisée)
- 2005 : Adelheid und ihre Mörder (série télévisée)
- 2007 : En toute amitié : Heimlichkeiten (série télévisée)
- 2008 : Brigade du crime (SOKO Leipzig)